# Mahá Padzsápatí Gótamí

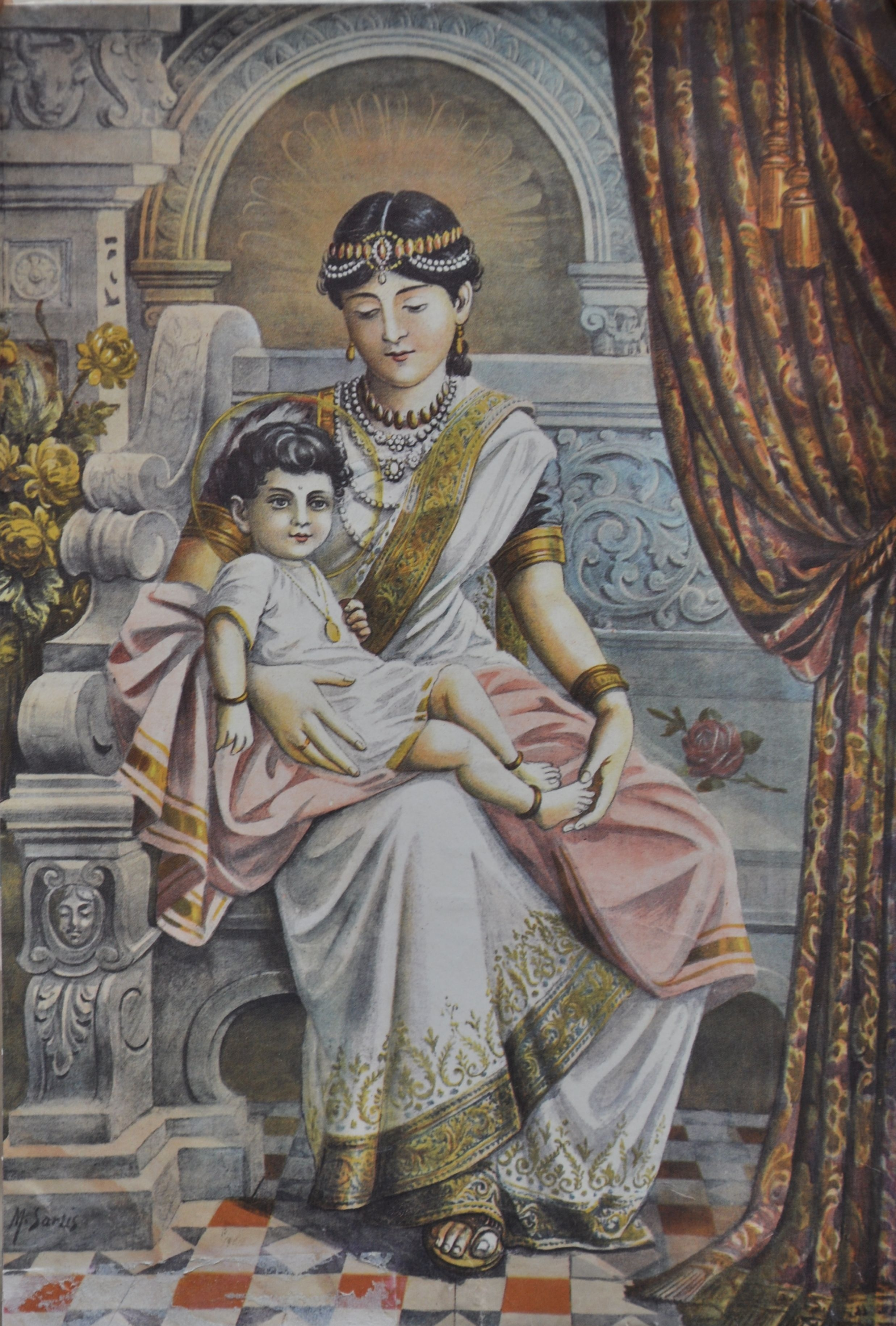
Mahá Padzsápatí Gótamí a kis Sziddhártha herceggel az ölében.

Mahá Padzsápatí Gótamí (szanszkrit: Mahāprajāpatī Gautamī) volt az első nő, aki a történelmi Buddhától engedélyt kért, hogy beléphessen a szanghába (buddhista közösség). Májádévi, Buddha édesanyja és Mahá Padzsápatí Gótamí kólijai hercegnők voltak és testvérek. Mahá Padzsápatí Gótamí volt a Buddha nagynénje és nevelőanyja egyszemélyben, mivel nővére Májá királynő halála után ő nevelte Sziddhártha herceget. Mahá Padzsápatí Gótamí 120 éves koráig élt.

## Élete
Mahá Padzsápatí Gótamí Devadaha városban született, a mai Nepál területén, a Szuppabuddha család lánygyermekeként. Mahá Padzsápatí neve előrevetítette - egy jóslatot követően, emiatt is kapta ezt a nevet -, hogy sokan fogják őt követni. A két lánytestvért egyszerre adták hozzá Suddhódana királyhoz, a sákják uralkodójához. Amikor Májá királyné meghalt, a kis Buddha születése után hét nappal, akkor Mahá Padzsápatí törődött a csecsemővel és ő nevelte fel később a herceget. Mahá Padzsápatí Gótamínak később még két gyermeke született, egy fia, Nanda és egy lánya, Szundari Nanda. Ám azt mondják, hogy saját gyermekeit dadáknak adta és ő csak Sziddhárthát nevelte.

## Az első női buddhista szerzetes
Amikor Shudhódhana meghalt Mahá Padzsápatí úgy döntött, hogy beáll apácának. Elment Gautama Buddhához és megkérte, hogy engedje belépni a szanghába. Buddha visszautasította és folytatta útját Veszáliba. Gotami levágatta a haját és sárga ruhát öltött és több száz sákja nővel együtt gyalog követték Buddhát Veszáliba. Amikor odaértek megismételte a kérését és Buddha egyik tanítványa, Ánanda közbenjárásával végül engedélyt kapott, hogy belépjen a szanghába az összes követőjével együtt.
Nyolc feltételt szabott (vinaja) Buddha, amelyeket Gotami elfogadott:
- a bhikkhuni mindig mutasson tiszteletet a bhikkhu számára
- a bhikkhuni töltse mindig a varsa elvonulást ott, ahol a bhikkhuk vannak
- a bhikkhunik kérjék meg a bhikkhukat, hogy hivatalosan tanítsák őket havi két alkalommal
- a bhikkhuni vegyen részt a varsa ceremónia végén minden bhikkhuni és bhikkhu jelenlétében
- a vinaja (szabályok) komoly megszegését a bhikkhuk és bhikkhunik kezelik
- Amikor egy tanuló elvégezte a tanulmányait, a beavatáshoz meg kell kérnie mind a bhikkhukat és a bhikkhunikat
- a bhikkhuni nem vádolhat bhikkhut
- a bhikkhuni kritizálhat bhikkhunit (fegyelmi ügyekben), de bhikkhuni nem kritizálhat bhikkhut.

Mahá Padzsápatí finom anyagból készült ruhát adott Buddhának, amit az elutasított, mondván, hogy az túl kidolgozott és a szangha bomlásához vezetne. Később - még életében - Mahá Padzsápatí elérte az arhat (megvilágosodott) szintet.